# Johnny McEvoy
John „Johnny“ McEvoy (* 24. April 1945 in Banagher, County Offaly, Irland) ist ein irischer Folk-Musiker und Singer-Songwriter.

## Lebenslauf

### Kindheit und Ausbildung
Johnny McEvoy wurde als drittes von vier Kindern seiner Familie geboren. Die Familie zog 1951 nach Dublin um, wo sein Vater als Busfahrer arbeitete. Er ging in Inchicore zur Schule. Er wollte zunächst Werbegrafiker werden, fand aber ohne Berufserfahrung keine Anstellung. Erst nachdem er in Rathmines einen Kurs absolviert hatte, bekam er einen Job bei einer Werbeagentur.

### Erste Bühnenauftritte
Schon während der Schulzeit hatte er jeden Abend Radio Luxemburg gehört und wurde ein begeisterter Fan des Folk-Programms des Senders. 
So gründete er mit seinem Freund Mike Crotty die Band The Ramblers Two. Als die irische Folkmusik ein Revival erlebte, spielten die beiden bis zur Mitte der 1960er-Jahre in Pubs und Hotels Stücke der Clancy Brothers, der Dubliners und der Wolfe Tones. 1966 entschied sich McEvoy, alleine weiterzumachen.

### Der Schritt zum Berufsmusiker
Bei seiner Werbeagentur verdiente er nach zwei Jahren acht Pfund pro Woche, ein Betrag, den er als Sänger an einem Abend verdienen konnte. So kündigte er seinen Job, um sein Hobby zum Beruf zu machen. Seine erste Single, Love Minus Zero, wurde jedoch ein Misserfolg. Mit seinen Auftritten in einer Cabaret-Show in Tallaght war er ebenfalls wenig erfolgreich. Er entschied sich, sein Glück in den USA zu suchen, wo seine Schwester inzwischen in Kansas lebte. Nachdem er aber kurz darauf ein Engagement in einer Show im Gaiety Theatre bekommen hatte, überredete ihn sein Manager Tom Costello dazu, noch einen letzten Versuch in Irland zu wagen.

### Karrieredurchbruch
Ende 1966 nahm McEvoy die Single Muirsheen Durkin auf, eine alte Ballade aus dem Westen Irlands. Die Single erreichte sofort Platz 1 der irischen Charts und hielt sich dort drei Wochen lang. Mit seiner Gitarre und seiner Harmonika wurde er über Nacht zur Sensation. Bereits Anfang 1967 folgte seine zweite Single, The Boston Burglar, die ebenfalls Platz 1 der Charts wurde. Noch im selben Jahr trat er bei einem Konzert im Vorprogramm der Rolling Stones auf.
Es folgte eine siebenwöchige Tournee durch die USA, auf der McEvoy unter anderem in der Carnegie Hall in New York spielte. Gleichzeitig veröffentlichte er seine dritte Single, Nora, einem Song aus Seán O’Caseys Stück The Plough and the Stars. Es wurde McEvoys dritter Nummer 1-Hit in Folge.

### Zwischen Folk und Country
1970 heiratete er seine Frau Odette, mit der er zwei Kinder, Jonathan und Alice haben sollte.
Er begann mit seiner Musik zu experimentieren, versuchte sich an Country-Musik mit E-Gitarrenbegleitung, und gründete die Johnny McEvoy Band. 1971 erreichte er mit dem Song Three Score and Ten Platz 6 der irischen Charts, während der Song Paddy’s Green Shamrock Shores beim Publikum durchfiel. 1972 bekam er seine eigene Fernsehshow auf RTÉ. Seine nächste Single, Gentle Annie erreichte wieder Platz 8 der Charts, und mit Gloria Smith kam eine Countrysängerin in seine Band, die auch Akkordeon und Klavier spielte. 1973 kam seine eigene Show auf ITV dazu.

### Songwriter
Erst zu dieser Zeit begann McEvoy damit, selbst Lieder zu schreiben. Sein erstes eigenes Stück war Long Before Your Time, das ihm nun auch zum Durchbruch als Songwriter verhalf. Songs wie Michael, Going To California, The Ballad of John Williams, Rich Man’s Garden, Never Learned To Dance und The Ballad of Anne Frank wurden auch von anderen Sängern interpretiert.

### Der weitere Weg bis heute
Weitere Tourneen führten ihn durch die ganze Welt, während er gleichzeitig etliche Alben produzierte.
2010 wurde McEvoy von einem Schicksalsschlag ereilt, als bei seiner Frau Odette, der er seinen Song The Planters Daughter gewidmet hatte, Eierstockkrebs diagnostiziert wurde. Während ihrer Krankheit sagte er sämtliche Tourneen und Aufnahmetermine ab und schrieb sein Buch My Songs, My Stories, My Life in Music. Odette McEvoy starb im November 2013.
2014 nahm er das erste Album seit zehn Jahren auf, Basement Sessions 1, dem 2015 Basement Sessions 2 folgte und drei weitere Alben innerhalb von fünf Jahren.
Johnny McEvoy ist als Künstler noch immer aktiv.

## Buch
- Johnny McEvoy: My Songs, My Stories, My Life in Music, Cherrywood Publishing, 2017, ISBN 978-19998-5560-4.